# Distrito Militar do Extremo Oriente
O Distrito Militar do Extremo Oriente (em russo:  Дальневосточный военный округ, transl. Dal'nevostochnyy voyennyy okrug; ДВФ) foi um distrito militar das Forças Armadas da Federação Russa. Em 2010, foi fundido com a Frota do Pacífico e parte do Distrito Militar Siberiano para formar o novo Distrito Militar Oriental.

## História

O Distrito Militar do Extremo Oriente na época soviética em 1991.

O Distrito Militar do Extremo Oriente tem sua história originalmente traçada ao Distrito Militar da Sibéria Oriental, formado originalmente em 1918, durante a Guerra Civil Russa. Sua sede ficava em Khabarovsk.
Após a vitória soviética na Guerra Civil, as forças soviéticas na área se tornaram o Exército Especial do Extremo Oriente da Bandeira Vermelha  (OKDVA) da República do Extremo Oriente. O Distrito foi formado brevemente em 1935 a partir dessas forças, mas depois voltou a ter o título de Exército Especial do Extremo Oriente da Bandeira Vermelha, sob o comando do Marechal da União Soviética Vasily Blyukher, enquanto ainda funcionava como um distrito militar. O Exército tornou-se a Frente do Extremo Oriente em junho de 1938, após a tortura e morte de Blyukher nas mãos da NKVD durante o Grande Expurgo.
Em agosto de 1941, o comandante da frente, General do Exército IR Apanasenko, foi encarregado de enviar para o oeste várias divisões, incluindo formações de tanques. Quase ao mesmo tempo, em outubro-novembro, a 58ª Divisão de Tanques do General A.A. Kotljarova (1º Exército da Bandeira Vermelha); a 60ª Divisão de Tanques, do Major-General A. Popova; e a 112ª Divisão de Tanques foram todas enviadas para o Oeste.
A invasão soviética da Manchúria foi lançada contra a região japonesa de Manchukuo, os protetorados japoneses da Mongólia Interior e da Coreia, e várias ilhas reivindicadas pelos japoneses no Extremo Oriente soviético. A operação foi levada a cabo pela Direção do Extremo Oriente, com as duas Frentes do Extremo Oriente sob seu comando, lideradas pelo Marechal Vasilevsky nos últimos dias da Segunda Guerra Mundial.
Em 1945, o 614º Regimento de Fuzileiros Khingan da 396ª Divisão de Fuzileiros "Khingan" foi formado em Skovorodino, no Oblast de Amur. Em 10 de setembro deste ano, a 1ª Frente do Extremo Oriente foi dissolvida, sendo redesignada como Distrito Militar de Primorskiy, controlando o Território de Primorye,  e a 2ª Frente do Extremo Oriente foi redesignada como Distrito Militar do Extremo Oriente, controlando Kamchatka, Sacalina e as Ilhas Curilas. Em 1947, partes do Krai de Khabarovsk e do Oblast de Amur, transferidas do redesignado Distrito Militar Transbaikal-Amur,  foram adicionadas ao Distrito Militar do Extremo Oriente. Seis anos depois, em 23 de abril de 1953, os dois distritos foram reunificados como o Distrito Militar do Extremo Oriente, com seu quartel-general em Khabarovsk, sendo o Estado-Maior formado pelo antigo Estado-Maior do Comandante-em-Chefe das Forças do Extremo Oriente.
Em 1966, o Quartel-General do 29º Corpo de Exército, anteriormente o 29º Corpo de Fuzileiros, chegou do Krai de Krasnodar, no Distrito Militar do Cáucaso do Norte.  A 265ª Divisão de Fuzileiros Motorizados chegou do extremo oeste da URSS em 1968. Em meados de 1969, o 29º Corpo de Exército foi redesignado como 35º Exército. Mais duas divisões, uma delas uma nova ativação (a 192ª Divisão de Fuzileiros Motorizados), foram adicionadas ao novo exército em 1969.
Originalmente, havia um quartel-general e três divisões das Forças Aerotransportadas Soviéticas (VDV), ativas no distrito após a guerra. O 37º Corpo Aerotransportado de Guardas tinha as 13ª, 98ª e 99ª Divisões Aerotransportadas de Guardas, mas a 99ª foi dissolvida em 1956, a 13ª foi dissolvida em 1959 e a 98ª foi transferida para a Ucrânia em 1969, deixando as brigadas de assalto aéreo como as únicas Forças Aerotransportadas presentes. Entre as brigadas de assalto aéreo formadas estava a 13ª, ativada em 8.70 em Magdagachi, no Oblast de Amur, e ativa até 1996.  A 83ª Brigada de Assalto Aéreo chegou a Ussuryisk, Primorskiy Kray, em meados de 1990, e foi transferida da VDV para o Distrito em 1995. 
Em 1969, o Estado-Maior do 51º Exército de Armas Combinadas foi formado com base no Estado-Maior do 2º Corpo de Exército. Por volta de 1988, a composição do 51º Exército de Armas Combinadas do Distrito Militar do Extremo Oriente incluía:
- 33ª Divisão de Bandeira Vermelha de Rifles Motorizados (Khomutovo, perto do Aeroporto de Yuzhno-Sakhalinsk, Ilha Sacalina)
- 79ª Divisão de Fuzileiros Motorizados de Sacalina da Bandeira Vermelha (Leonidovo)
- 18ª Divisão de Artilharia de Metralhadoras (assentamento Gor'achiy Kluch, Ilha Iturup, no Oblast de Sacalina).

Em 1969, o 43º Corpo de Exército mudou-se de Petropavlovsk-Kamchatsky para Birobidzhan. 

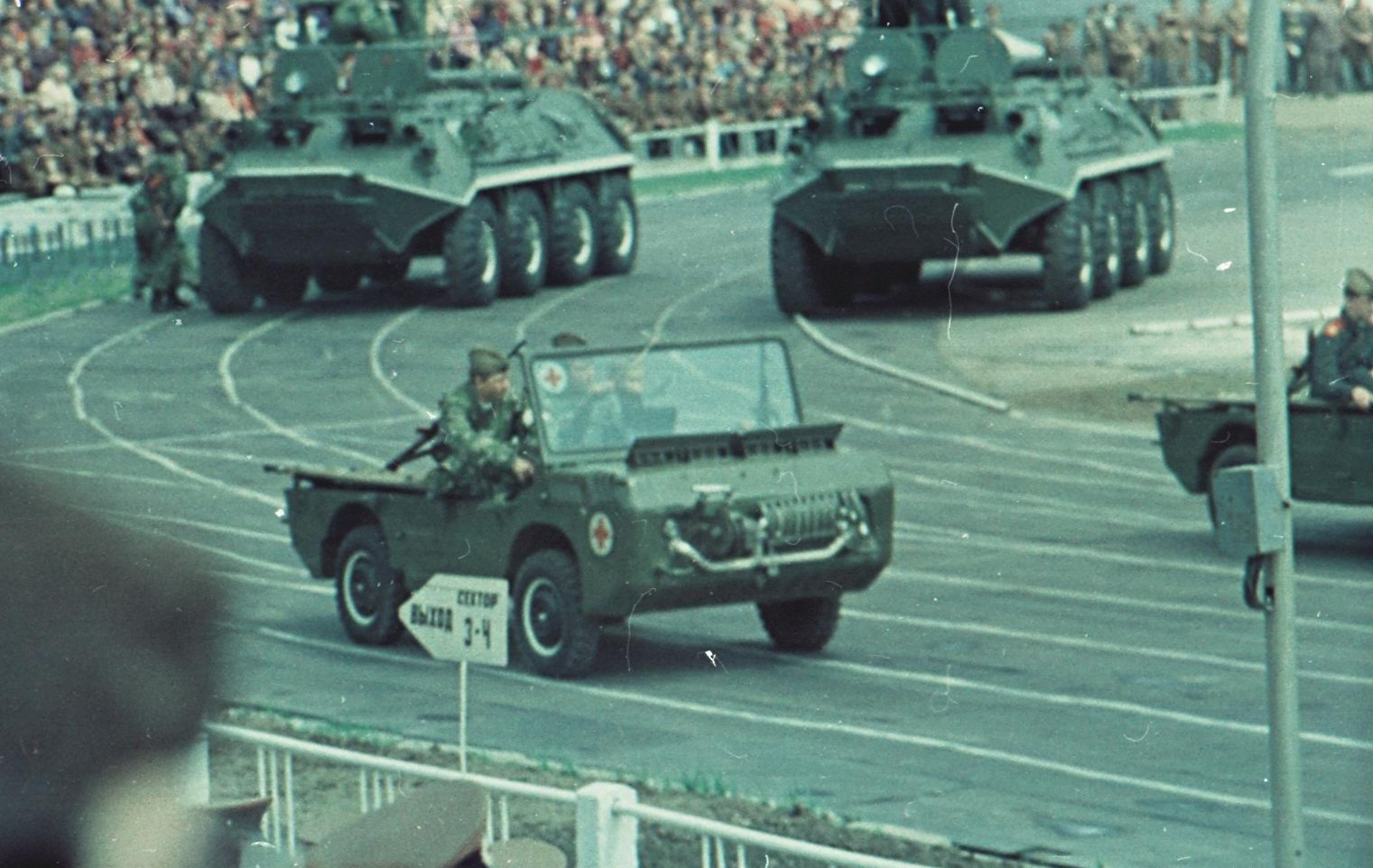
Um veículo militar LuAZ em Khabarovsk.

No final da década de 1980, o Distrito incluía o 5º Exército (QG Ussuriysk, 29ª Divisão de Fuzileiros Motorizados, QG Kamen-Rybolov, Krai de Primorskiy; 40ª Divisão de Fuzileiros Motorizados QG Smolyaninovo-1, Krai de Primorskiy; 123ª Divisão de Fuzileiros Motorizados da Guarda, Barabash, Krai de Primorskiy; 199ª Divisão de Fuzileiros Motorizados, QG Krasnyy Kut, Krai de Primorskiy; 277ª Divisão de Fuzileiros Motorizados, QG Sergeevka, Krai de Primorskiy; 475º Centro de Treinamento Territorial, QG Shkotovo, Krai de Primorskiy, um antigo quadro MRD; a 77ª Divisão de Tanques, renomeada 1008º TTC em 1º de dezembro de 1987 com sede em Lyalichi, Krai de Primorsky; cinco Regiões Fortificadas (a 4ª, 5º, 13º, 15º e 20º); o 124º (quadro) MRD, uma duplicata do 123º MRD de Guardas, foi dissolvido em 1987), o 15º Exército (QG Khabarovsk, com a 73ª Divisão de Fuzileiros Motorizados (QG Komsomolsk-na-Amure, Krai de Khabarovsk); a 81ª Divisão de Fuzileiros Motorizados de Guardas, com seu QG em Bikin, Krai de Khabarovsk; a 135ª Divisão de Fuzileiros Motorizados (QG Lesozavodsk, Krai de Primorskiy); a 270ª Divisão de Fuzileiros Motorizados, QG Krasnaya Rechka (Khabarovsk-41), Krai de Khabarovsk; a 2ª Área Fortificada (Ilha Bolshoy Ussuriyskiy, Kray de Khabarovsk) e a 17ª Área Fortificada (Dalnerechensk, Kray de Primorskiy)  ); o 35º Exército (QG Belogorsk, 21º GTD; 67, 192, 265 e 266º MRDs  ), e o 51º Exército (QG Yuzho-Sakhalinsk, (três divisões), e o 25º Corpo de Exército com os 87º e 99º MRD. 

O Distrito Militar do Extremo Oriente após a absorção da República de Sakha.

Em 1992, o Coronel-General Viktor Chechevatov, que anteriormente havia comandado o Distrito Militar de Kiev, mas se recusou a fazer o juramento de fidelidade à Ucrânia, chegou como o novo comandante do distrito. Em 11 de outubro de 1993, o 51º Exército se tornou o 68º Corpo de Exército. O 25º Corpo de Exército acabou se tornando o quartel-general das Forças de Defesa Terrestre e Costeira do novo Grupo Nordeste de Tropas e Forças na área de Chukotka. O distrito ganhou a vasta República de Sakha a partir do dissolvido Distrito Militar Transbaikal, após a reorganização no final da década de 1990, que também viu a dissolução dos 15º e 51º Exércitos. Após a reorganização de 1998, as forças dentro do Distrito incluíram a 14ª Brigada Separada de Designação Especial (Spetsnaz) em Ussuriysk, o 5º Exército, o 35º Exército, o QG do 68º Corpo (antigo 51º Exército), quatro Divisões de Fuzileiros Motorizados e quatro Divisões de Metralhadoras/Artilharia. Em abril de 2007, foi relatado que dez unidades do DVVO eram operadas por militares contratados. 
Sob o comando naval estava o Grupo de Tropas e Forças do Nordeste, formado em 1998 e incorporando tropas do antigo 25º Corpo de Exército. O Grupo Nordeste foi criado em Kamchatka em 1998, "principalmente devido ao afastamento da zona de responsabilidade no Nordeste das estruturas de controle, do Distrito Militar do Extremo Oriente e da Frota do Pacífico".  Era baseado na sede da Flotilha de Kamchatka . Incluía a 40ª Brigada de Fuzileiros Motorizados na península de Kamchatka, que parecia estar em Petropavlovsk-Kamchatsky e inclui o 59º Batalhão de Tanques Separado e o 385º Batalhão de Fuzileiros Motorizados Separado. Em agosto de 2007, a 40ª Brigada tornou-se uma brigada de infantaria naval,  e em 2009 tornou-se o 3º Regimento de Infantaria Naval.

## Comandantes desde 1945

Monumento ao Marechal da União Soviética Rodion Malinovsky em Khabarovsk.

| Nº | Nome                | Posto                       | Mandato                            | Detalhes | Ref.   |
| -- | ------------------- | --------------------------- | ---------------------------------- | --- | ------ |
| 1  | Maksim Purkayev     | General do Exército         | Setembro de 1945 – Janeiro de 1947 | |        |
| 2  | Nikolay Krylov      | Coronel-general             | Janeiro de 1947 – abril de 1953    | Mais tarde Marechal da União Soviética                                                                        |        |
| 3  | Rodion Malinovsky   | Marechal da União Soviética | Abril de 1953 – março de 1956      | |        |
| 4  | Valentin Penkovskiy | General do Exército         | Março de 1956 – julho de 1961      | |        |
| 5  | Yakov Kreizer       | General do Exército         | Agosto de 1961 – dezembro de 1963  | |        |
| 6  | Ivan Pavlovsky      | Coronel-general             | Dezembro de 1963 – abril de 1967   | |        |
| 7  | Оleg Losik          | Coronel-general             | 5 de abril de 1967 – maio de 1969  | |        |
| 8  | Vladimir Тolubko    | General do Exército         | Maio de 1969 – abril de 1972       | |        |
| 9  | Vasily Petrov       | General do Exército         | Abril de 1972 – maio de 1976       | Mais tarde Marechal da União Soviética.                                                                       | [ 9 ]  |
| 10 | Ivan Tretyak        | General do Exército         | Junho de 1976 – julho de 1984      | |        |
| 11 | Dmitry Yazov        | General do Exército         | Julho de 1984 – Janeiro de 1987    | |        |
| 12 | Mikhail Moiseyev    | Coronel-general             | Janeiro de 1987 – dezembro de 1988 | |        |
| 13 | Viktor Novozhilov   | Coronel-general             | Janeiro de 1989 – 1992             | |        |
| 14 | Viktor Chechevatov. | Coronel-general             | 1992–1999                          | Anteriormente comandou o Distrito Militar de Kiev, mas recusou-se a fazer o juramento de fidelidade à Ucrânia | [ 10 ] |
| 15 | Yury Yakubov        | Coronel-general             | 1999 – Setembro de 2006            | Promovido a General do Exército em 2003.                                                                      |        |
| 16 | Vladimir Bulgakov   | Coronel-general             | Setembro de 2006 – 2009            | |        |
| 17 | Oleg Salyukov       | Coronel-general             | Dezembro de 2008 – 2010            | |        |

## Estrutura anterior c. 2008
- 5º Exército

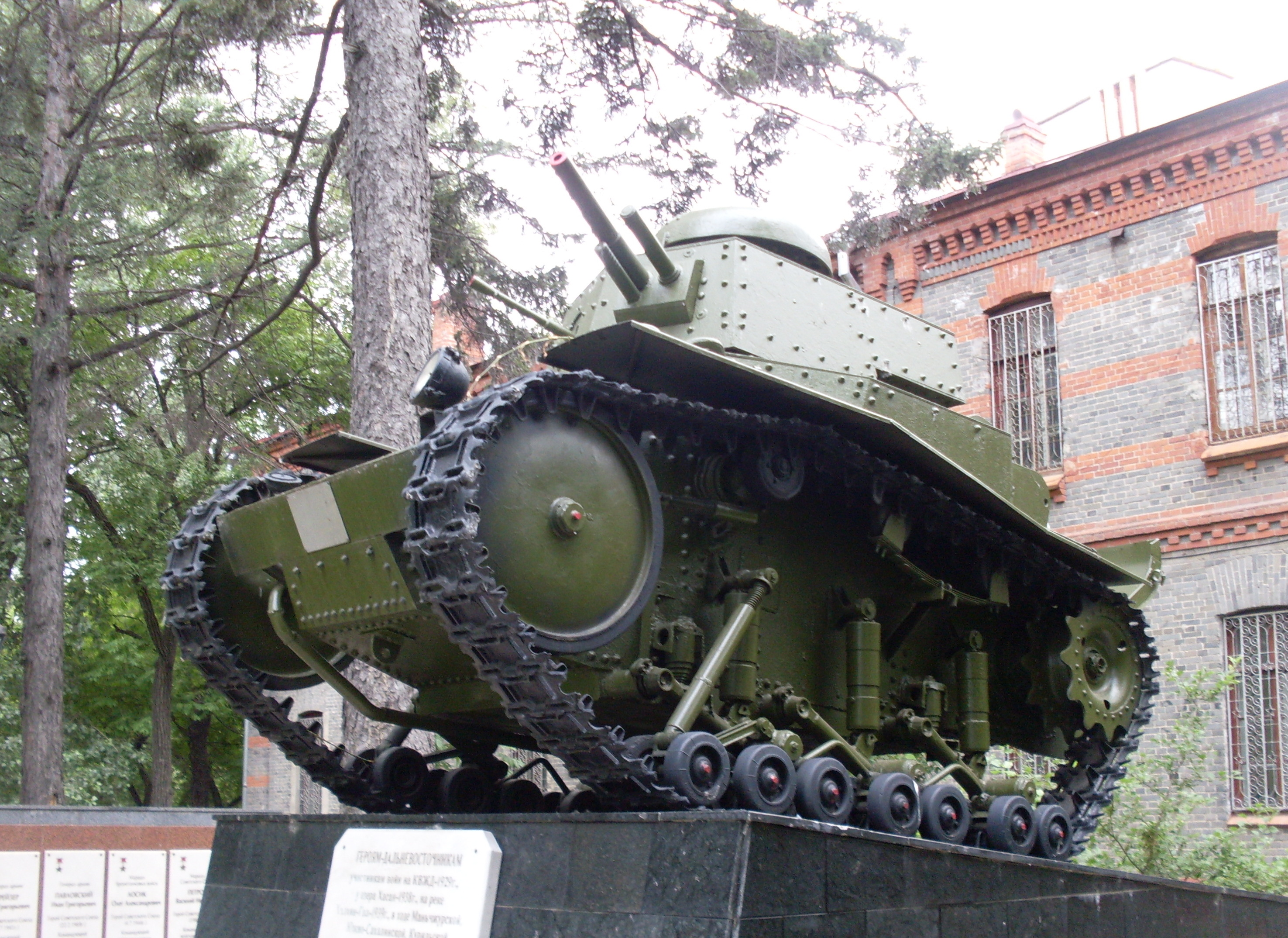
Monumento de um carro de assalto MS-1 em Khabarovsk.

  - 17ª Divisão de Fuzileiros Motorizados da Guarda (antiga 123ª Divisão de Fuzileiros Motorizados de Guardas, antiga 129ª Divisão de Artilharia de Metralhadoras)
  - 81ª Divisão de Fuzileiros Motorizados de Krasnograd (Bikin) (81ª Divisão de Fuzileiros Motorizados foi ex-422ª Divisão de Fuzileiros em março de 1943. Lutou em Krasnograd, Iasi e Pressburg. Com o 53º Exército da 2ª Frente Ucraniana 5.45. Tornou-se 81ª Divisão de Fuzileiros Motorizados de Guardas em 4 de junho de 1957.) [11]
  - 121ª Divisão de Fuzileiros Motorizados da Ordem da Bandeira Vermelha (originalmente 10º Corpo Mecanizado)
  - 127ª Divisão de Artilharia de Metralhadoras (ex-277 MRD, originalmente 66ª Divisão de Rifles)
  - 130ª Divisão de Artilharia de Metralhadoras (Lesozavodsk)
- 35º Exército
  - 21ª Divisão de Fuzileiros Motorizados da Guarda
  - 128ª Divisão de Artilharia de Metralhadora (antiga 272ª Divisão de Fuzileiros Motorizados e 272ª Divisão de Fuzileiros)
  - 270ª Divisão de Fuzileiros Motorizados
- 68º Corpo de Exército (relatado como tendo sido dissolvido em dezembro de 2006) [12]
  - 18ª Divisão de Artilharia de Metralhadoras
  - 33ª Divisão de Fuzileiros Motorizados
- Centro de Treinamento do 392º Distrito (antiga 39ª Divisão de Fuzileiros, 129ª Divisão de Treinamento MRD)
- 83ª Brigada Aerotransportada Independente
- 14ª Brigada Spetsnaz
- Outras unidades menores

## Unidades subordinadas

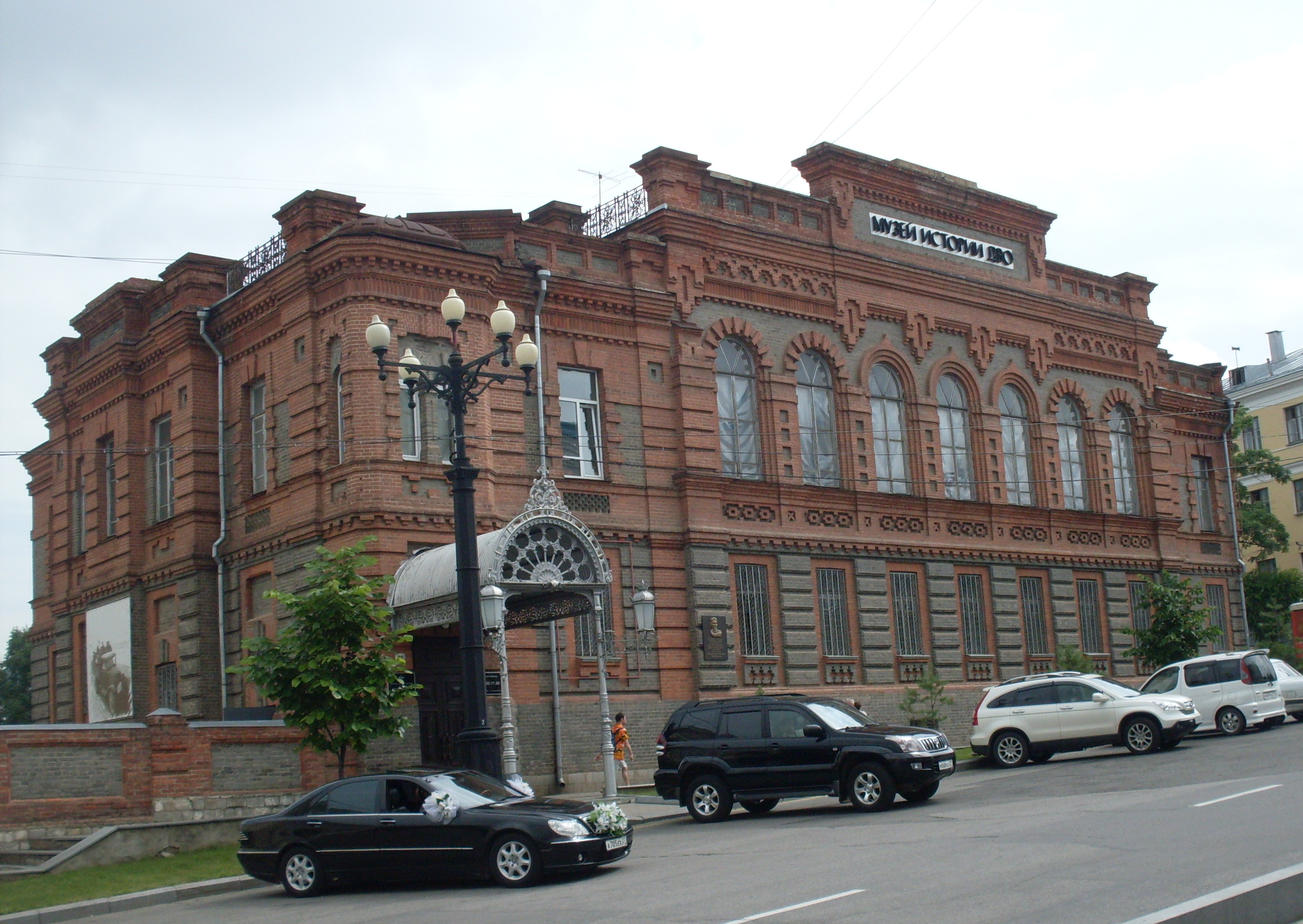
O Museu do Distrito Militar Oriental em Khabarovsk.

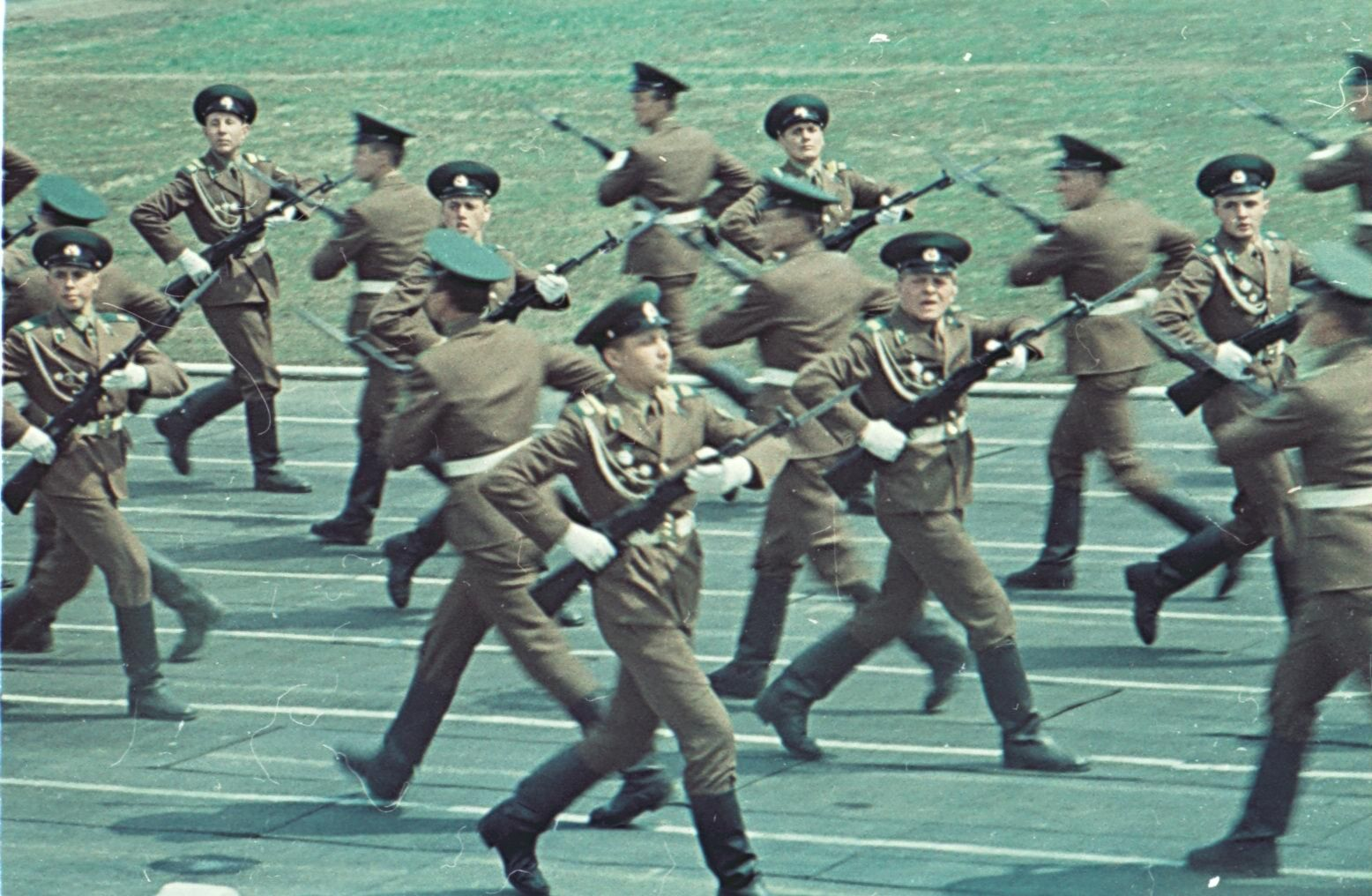
Soldados do Distrito Militar Oriental desfilando com fuzis SKS e baioneta no Dia da Vitória, em 9 de março de 1989, em Khabarovsk, no filme soviético TsND-32 f4.

Distrito Militar do Extremo Oriente da Ordem da Estrela Vermelha 2010:
- Formações:
  - 5º Exército da Bandeira Vermelha, em Ussuriysk
    - 57ª Brigada Independente de Fuzileiros Motorizados de Guardas "Krasnodar", em Bikin, equipada com BMP
    - 59ª Brigada Independente de Fuzileiros Motorizados, em Sergeyevka, em Primorsky Krai,[13] equipada com BMP
    - 60ª Brigada Independente de Fuzileiros Motorizados, em Kamen-Rybolov, equipada com BMP
    - 70ª Brigada Independente de Fuzileiros Motorizados de Guardas "Dukhovshchino-Khinganskaya", em Barabash, equipada com MT-LBV
    - 237ª Base de Reserva (89ª Brigada Independente de Fuzileiros Motorizados), em Bikini
    - 245ª Base de Reserva (93ª Brigada Independente de Fuzileiros Motorizados), em Lesozavodsk
    - 247ª Base de Reserva (94ª Brigada Independente de Fuzileiros Motorizados), em Sibirtsevo

  - 35º Exército, em Belogorsk
    - 38ª Brigada Independente de Fuzileiros Motorizados da Guarda, em Yekaterinoslavka, equipada com BMP
    - 64ª Brigada Independente de Fuzileiros Motorizados, em Khabarovsk, equipada com BMP
    - 69ª Brigada de Cobertura "Svir-Pomerânia", em Babstovo
    - 240ª Base de Reserva (90ª Brigada Independente de Fuzileiros Motorizados), em Belogorsk
    - 243ª Base de Reserva (92ª Brigada Independente de Fuzileiros Motorizados), em Khabarovsk
    - 261ª Base de Reserva (95ª Brigada Independente de Fuzileiros Motorizados), em Mokhovaya Pad

  - 18ª Divisão de Artilharia de Metralhadoras, em Goryachiye Klyuchi
    - 46º Regimento de Artilharia de Metralhadoras
    - 49º Regimento de Artilharia de Metralhadoras

  - 14ª Brigada Independente Spetsnaz, em Ussuriysk
  - 39ª Brigada Independente de Fuzileiros Motorizados, em Khomutovo, equipada com MT-LBV
  - 83ª Brigada Aerotransportada Independente, em Ussuriysk
  - 230ª Base de Reserva (88ª Brigada Independente de Fuzileiros Motorizados), em Dachnoye
  - 392º Centro de Treinamento do Distrito, em Knyaz-Volkonskoye
- Formações de mísseis e artilharia:
  - 20ª Brigada de Mísseis de Guardas "Berlim", em Spassk-Dalny
  - 107ª Brigada de Mísseis "Mozir", em Birobidjan
  - 165ª Brigada de Artilharia "Praga", em Nikolskoye
  - 305ª Brigada de Artilharia, em Ussuriysk
  - 338tn Brigada de Guardas MLRS "Nevsko-Dvinskaya", em Novosysoevka
  - 7020ª Base de Reserva de Artilharia "Kharbin", em Ussuriysk
  - 7021ª Base de Reserva de Artilharia, em Nikolskoye
- Formações de defesa aérea:
  - 5º Exército
    - 8ª Brigada de Mísseis de Defesa Aérea "Shavlinskaya", equipada com o sistema de mísseis Buk
    - 641º Centro de Comando de Defesa Aérea

  - 35º Exército
    - 71ª Brigada de Mísseis de Defesa Aérea, equipada com o sistema de mísseis Buk
    - 643º Centro de Comando de Defesa Aérea
- Formações de radar:
  - 76ª Brigada Técnica de Rádio Independente, em Vyatskoye
  - 94º Batalhão Técnico de Rádio Independente, em Ussuriysk (5º Exército)
  - 1889º Batalhão Técnico de Rádio Independente, em Belogorsk (35º Exército)
- Formações de engenharia:
  - 37º Regimento de Engenheiros (35º Exército)
  - 58º Regimento de Engenheiros (5º Exército)
  - 2463º Batalhão de Engenheiros Independentes, em Ussuriysk
  - 7027ª Base de Reserva de Engenheiros
- Formações de defesa QBN:
  - 16ª Brigada de Defesa NBC Independente, em Galkino
  - 70º Batalhão Independente de Lança-chamas, em Razdolnoe
  - 122º Batalhão de Defesa QBN Independente, em Ussuriysk (5º Exército)
  - 135º Batalhão de Defesa QBN Independente, em Khabarovsk (35º Exército)
- Formações de comunicações:
  - 17ª Brigada Independente de Guerra Eletrônica
  - 104ª Brigada de Communicações (Centro de Comunicações) "Kluzh", em Khabarovsk
  - 106ª Brigada de Comunicações (Territorial)
  - 54º Regimento de Comunicações (35º Exército)
  - 86º Regimento de Comunicações (5º Exército)
  - 156º Batalhão de Comunicações Independente (Retaguarda)